# Depanisca incarnatula
Depanisca incarnatula är en insektsart som först beskrevs av Melichar 1926.  Depanisca incarnatula ingår i släktet Depanisca och familjen dvärgstritar.
Artens utbredningsområde är Ecuador. Inga underarter finns listade i Catalogue of Life.